# Berlin Challenger 1981
Il Berlin Challenger 1981 è stato un torneo di tennis facente parte della categoria ATP Challenger Series nell'ambito dell'ATP Challenger Series 1981. Il torneo si è giocato a Berlino in Germania dal 27 aprile al 3 maggio 1981 su campi in terra rossa.

## Vincitori

### Singolare
Werner Zirngibl ha battuto in finale  Erick Iskersky con il punteggio di 6–3, 7–6

### Doppio
Andreas Maurer /  Wolfgang Popp hanno battuto in finale  Tim Garcia /  Fernando Maynetto con il punteggio di 4–6, 6–3, 6–0